# مصطفى كاراغولو
مصطفى كاراغولو (بالتركية: Mustafa Karagöllü)‏ (مواليد 19 مايو 1981) هو ملاكم تركي، مثّل بلاده في الألعاب الأولمبية الصيفية 2004.

## روابط خارجية
مصطفى كاراغولو على موقع بوكس ريك (الإنجليزية) (registration required)
- مصطفى كاراغولو على موقع أوليمبيديا (الإنجليزية)